# Micropsectra tori
Micropsectra tori är en tvåvingeart som beskrevs av Sawedal 1981. Micropsectra tori ingår i släktet Micropsectra och familjen fjädermyggor.
Artens utbredningsområde är Grönland. Inga underarter finns listade i Catalogue of Life.